# Anndi McAfee
Pour les articles homonymes, voir McAfee (homonymie).
Anndi Lynn McAfee est une actrice américaine née le 28 septembre 1979 à Los Angeles, Californie (États-Unis).

## Filmographie
- 1989 : Dink, The Little Dinosaur (série télévisée) : Amber (voix)
- 1990 : Family of Spies (TV) : Cynthia #1
- 1990 : Capitaine Planète (Captain Planet and the Planeteers) (série télévisée) : Bambi Blight (voix)
- 1991 : Conagher (TV) : Ruthie Teale
- 1992 : Those Secrets (TV) : Megan
- 1992 : The Little Mermaid (série télévisée) : Additional Voices (voix)
- 1992 : When No One Would Listen (TV) : Maggie
- 1992 : Tom et Jerry: Le film (Tom and Jerry: The Movie) : Robyn Starling (voix)
- 1993 : Jonny's Golden Quest (TV) : Jessie Kenyon (Bannon) (voix)
- 1993 : Home Free (série télévisée) : Abby
- 1994 : Bump in the Night (série télévisée) : Little Sister (voix)
- 1994 : ABC Weekend Specials (saison 15, épisode 1 : The Secret Garden) : Mary Lennox (voix)
- 1995 : Ice Cream Man : Heather Langley
- 1996 : Adventures from the Book of Virtues (série télévisée) : Additional voices (voix)
- 1996-2004 : Hé Arnold ! (Hey Arnold!) (série télévisée) : Phoebe Heyerdahl (voix)
- 1997 : The Land Before Time V: The Mysterious Island (vidéo) : Cera (voix)
- 1997 : La Cour de récré (Recess) (série télévisée) : Ashley 'Ashley A' Armbruster (voix)
- 1998 : The Land Before Time VI: The Secret of Saurus Rock (vidéo) : Cera (voix)
- 1999-2002 : Rolie Polie Olie (série télévisée) : Susie Bevel (voix)
- 2000 : Petit pied VII (The Land Before Time VII: The Stone of Cold Fire) (vidéo) : Cera (voix)
- 2001 : Galaxie Lloyd ("Lloyd in Space") (série télévisée) : Brittany
- 2001 : La Cour de récré: Vive les vacances (Recess: School's Out) : Ashley 'Ashley A' Armbruster (voix)
- 2001 : The Land Before Time VIII: The Big Freeze (vidéo) : Cera (voix)
- 2002 : Hé Arnold !, le film (Hey Arnold!: The Movie) : Phoebe Heyerdahl (voix)
- 2002 : The Land Before Time IX: Journey to the Big Water (vidéo) : Cera (voix)
- 2003 : Le Petit Monde de Charlotte 2 (Charlotte's Web 2: Wilbur's Great Adventure) (vidéo) : Aranea (voix)
- 2003 : The Land Before Time X: The Great Longneck Migration (vidéo) : Cera (voix)
- 2004 : The Land Before Time XI: Invasion of the Tinysauruses (vidéo) : Cera (voix)
- 2017 : Hey Arnold!: The Jungle Movie (téléfilm) : Phoebe Heyerdahl (voix)